# Marie-Madeleine Hachard
Marie-Madeleine Hachard, née à Rouen (paroisse Saint-Maclou) le 17 février 1704 et morte à La Nouvelle-Orléans le 9 août 1760, est une religieuse et épistolière française.
Marie-Madeleine Hachard prit le voile à Hennebont le 19 janvier 1727 sous le nom de sœur Stanislas. Elle se livra à l’éducation des jeunes filles dans le couvent des Ursulines de Rouen, puis partit comme missionnaire, avec onze de ses compagnes, fonder un établissement de son ordre à La Nouvelle-Orléans. Ayant signé un contrat avec la Compagnie des Indes, elles embarquèrent le 22 février 1727 à Lorient pour la Louisiane. Cette religieuse a écrit à sa famille des lettres (1726-1728) dans lesquelles elle relate son voyage et le début de cet établissement.

## Œuvre
- De Rouen à la Louisiane : voyage d’une Ursuline en 1727, avant-propos de Jean-Pierre Chaline, Rouen, Association d'études normandes, Mont-Saint-Aignan, Publications de l’Université de Rouen, 1988  (ISBN 2902618948). La version originale date de 1728  reproduite par Paul Baudry en 1865. 
  - Marie-Madeleine HACHARD, Une Rouennaise à La Nouvelle-Orléans au XVIIIe siècle. Relation du voyage des Ursulines (1726-1728), Éditée, présentée et annotée par Chantal Théry, Québec, Presses de l'Université Laval (coll. «L'Archive littéraire au Québec» / série «Monuments»), 2022. Parution le 16 novembre 2022: https://www.pulaval.com/livres

### Sources
- Édouard Frère, Manuel du bibliographe normand, Rouen, Le Brument, 1860, p. 60
- Théodore-Éloi Lebreton, Biographie rouennaise, Rouen, Le Brument, 1865, p. 176-177